# خوسيه أنطونيو كالديرون كاردوسو
خوسيه أنطونيو كالديرون كاردوسو (بالإسبانية: José Antonio Calderón Cardoso)‏ هو سياسي مكسيكي، ولد في 14 سبتمبر 1968 في مدينة مكسيكو في المكسيك. انتخب عضو مجلس النواب المكسيك.